# Vereinsgesetz (Deutschland)
Das Vereinsgesetz (kurz: VereinsG) wurde 1964 neu gefasst. Zuvor galt das Vereinsgesetz von 1908.
Es enthält die öffentlich-rechtliche Regelung des ansonsten privatrechtlich geregelten Vereinsrechts. Grundsätzlich wird mit dem Vereinsgesetz die Vereinigungsfreiheit aus Art. 9 Abs. 2 GG beschränkt.

## Verein im Sinne des Vereinsgesetzes
Der Anwendungsbereich des Vereinsgesetzes (§ 2) knüpft teilweise an den Begriff des Vereins des Bürgerlichen Rechts (§§ 21 ff. BGB) an. Insbesondere sind aus dem Vereinsgesetz ausgenommen
- politische Parteien nach Art. 21 GG
- Fraktionen des Bundestages und der Parlamente der Länder

Vereine im Sinne des Gesetzes sind im Übrigen alle Vereinigungen juristischer oder natürlicher Personen, die sich zu einem gemeinsamen Zweck freiwillig zusammengeschlossen haben.
Bis zum Ersten Gesetz zur Änderung des Vereinsgesetzes vom 4. Dezember 2001 waren auch Religionsgemeinschaften aus dem Anwendungsbereich des Vereinsgesetzes ausgenommen (sog. Religionsprivileg). Der Bundestag beschloss diese Änderung im Rahmen des Anti-Terror-Pakets am 9. November 2001, um nach den Terroranschlägen vom 11. September 2001 zur Bekämpfung radikaler, vor allem islamistischer Gemeinschaften die Möglichkeit des Vereinsverbotes zu eröffnen. Allerdings ist in einem solchen Fall zu beachten, dass die religiöse Vereinigungsfreiheit als Teil der Religionsfreiheit (vgl. den Bahai-Beschluss) nur unter sehr engen Voraussetzungen eingeschränkt werden kann.

## Regelungsgehalt
Der Regelungsgehalt beschränkt sich in erster Linie auf das Verbot von Vereinen (§§ 2 ff. VereinsG). Berechtigt zum Verbot von Vereinen sind allein der Bundesinnenminister bzw. die Landesinnenminister („die obersten zuständigen Landesbehörden für Vereine und Teilvereine“). Bei den Parteien, die vom Gesetz ausgenommen sind, darf das Verbot ausschließlich durch das Bundesverfassungsgericht ausgesprochen werden.
Das Verbot kann nur dann erfolgen, wenn die Zwecke des Vereins sich den Strafgesetzen entgegenstellen oder die verfassungsmäßige Ordnung, insbesondere die Gedanken der Völkerverständigung, negieren (Art. 9 Abs. 2 GG, § 3 Abs. 1 VereinsG).
Der Gedanke der Völkerverständigung richtet sich auf das friedliche Miteinander der Völker und verlangt eine gewaltfreie Überwindung von Interessengegensätzen. Nach höchstrichterlicher Rechtsprechung (BVerwG, Urteil vom  3. Dezember 2004, DVBl. 05,590) verstößt ein Verein gegen diesen Gedanken, wenn er in schwerwiegender Weise „die Gewalt in das Verhältnis von Völkern hineinträgt“ und „die dadurch eintretende Beeinträchtigung des friedlichen Miteinanders der Völker von einem entsprechenden Willen des Vereins getragen ist“.

## Vereinsverbot
Zuständig für ein mögliches Verbot sind die Verbotsbehörden, die im Gesetz ausdrücklich benannt sind als
„1. die obersten Landesbehörde oder die nach Landesrecht zuständige Behörde für Vereine und Teilvereine, deren erkennbare Organisation und Tätigkeit sich auf das Gebiet eines Landes beschränken;
2.das Bundesministerium des Innern, für Bau und Heimat für Vereine und Teilvereine, deren Organisation oder Tätigkeit sich über das Gebiet eines Landes hinaus erstreckt.“
Anders als bei einem Parteiverbot ist hier also nur die Exekutive zuständig und nur nach räumlicher Ausdehnung des zu bewertenden Vereins entweder der entsprechende Teil der Landesregierung oder der Bundesregierung.
Mit dem Vereinsverbot werden
- das Vermögen des Vereins,
- im beschränkten Umfang die Forderungen Dritter,
- Sachen (d. h. Eigentum) Dritter, soweit diese zur Förderung der feindlichen Bestrebungen dienten,

beschlagnahmt und eingezogen (§§ 10 ff. VereinsG).
Das Verbot wird in das Vereinsregister („in ein öffentliches Register“) eingetragen. Daneben werden die Folgen vermerkt (§ 7 Abs. 2 VereinsG).

## Weitere Verbote
Der Sinngehalt des Verbotes würde entleert werden, wenn nach dem Verbot eines Vereins eine Nachfolgeorganisation gegründet würde. Dementsprechend werden die Ersatzorganisationen kraft Gesetzes verboten (§ 8 VereinsG).
Daneben besteht ein Verbot der (Weiter-)Verwendung von Kennzeichen des verbotenen Vereins. Ausnahmen bestehen für die staatsbürgerliche Aufklärung. Als Kennzeichen im Sinne des Vereinsgesetzes gelten Abzeichen, Uniformstücke, Parolen und Grußformeln. Gleiches gilt auch für eventuelle Ersatzorganisationen (§ 9 VereinsG).

## Besondere Vorschriften
Für Ausländervereine, ausländische Vereine, Arbeitnehmer- und Arbeitgeberzusammenschlüsse sowie bestimmte Körperschaften des Privatrechts gelten Besonderheiten (§§ 14 ff. VereinsG).
Verfügt ein Verein mit Sitz im Ausland über eine Teilorganisation in Deutschland, so kann gegen diese Teilorganisation ein Vereinsverbot ergehen. Hat der Verein keine Teilorganisation in Deutschland, sondern wird hier nur tätig, kann nur ein Betätigungsverbot nach § 14 Abs. 3 VereinsG ergehen.

## Verstöße
Verstöße gegen Vereinsverbote sind nach § 20 VereinsG strafbar. Damit gehört das Vereinsgesetz zum Nebenstrafrecht. In jüngerer Geschichte waren vor allem Verstöße gegen Vereinsverbote neonationalsozialistischer Gruppierungen und Anhängern der verbotenen kurdischen Arbeiterpartei PKK bzw. der Ersatzorganisation „KADEK“ rechtshängig.
Verstöße gegen die aufgrund § 19 VereinsG erlassene Rechtsverordnung sind Ordnungswidrigkeiten und können mit Geldbußen bis zu 2000 DM (1000 Euro) bewehrt werden.